# تسوباسا أداتشي
تسوباسا أداتشي (باليابانية: 足立 翼) (6 سبتمبر 2000 في هيوغو في اليابان – )؛ هو لاعب كرة قدم كان يلعب كلاعب وسط.

## وصلات خارجية
- تسوباسا أداتشي على موقع رابطة كرة القدم اليابانية للمحترفين (اليابانية)
- تسوباسا أداتشي على موقع Soccerway.com (الإنجليزية)